# Sankt-Lorenz-Irokesen

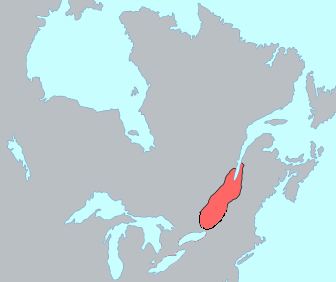
Verbreitungsgebiet der St.-Lorenz-Irokesen um 1535

Die Sankt-Lorenz-Irokesen lebten bis in das späte 16. Jahrhundert entlang des Ufers des Sankt-Lorenz-Stroms in Québec und Ontario (Kanada) und im Staat New York (Vereinigte Staaten von Amerika). Das Wenige, das man heute über die Sankt-Lorenz-Irokesen weiß, entstammt den Aufzeichnungen des französischen Entdeckers Jacques Cartier, archäologischen und linguistischen Untersuchungen des späten 20. Jahrhunderts und Untersuchungen der mündlichen Überlieferungen der gegenwärtigen Ureinwohner über ihre geschichtliche Vergangenheit.

## Lebensstil
Verbunden mit der Einführung des Maisanbaus in der nordöstlichen Region begannen um das Jahr 1000 viele Irokesenstämme von einem nomadischen Lebensstil zu dauerhafteren Niederlassungen in der Region der Großen Seen überzugehen. Die Fruchtbarkeit des Bodens entlang des Sankt-Lorenz-Tals ebenso wie der reiche Fischbestand und die umgebenden Wälder mit viel Wild boten einen guten Platz für die nordöstlichen irokesischen Siedlungen. Etwa um 1300 begann sich das Bild der Siedlungen zu den befestigten Dörfern zu wandeln, für welche die Sankt-Lorenz-Irokesen bekannt geworden waren.

## Dörfer
Jacques Cartier beobachtete 1535 und 1536 einige Irokesendörfer nördlich der Île d’Orléans, darunter das Dorf Stadacona, etwa am gleichen Ort wie die heutige Stadt Québec, und das Dorf Hochelaga in der Umgebung des heutigen Montreal. Archäologen haben andere ähnliche Dörfer weiter westlich, unweit des östlichen Ufers des Ontariosees, ausgegraben. Die Sankt-Lorenz-Irokesen lebten in Dörfern, die üblicherweise wenige Kilometer entfernt vom Sankt-Lorenz-Strom lagen und oft von einer hölzernen Palisade umgeben waren. Bis zu 2000 Menschen lebten in größeren Dörfern. Obwohl Jacques Cartier Langhäuser in Hochelaga erwähnte, überlieferte er keine Beschreibung von Stadacona oder anderen benachbarten Dörfern. Eine Vorstellung von diesen Dörfern erhält man im Tsiionhiakwatha/Droulers archaeological site interpretation center, einem In-situ-Museum, das unmittelbar neben einer Ausgrabungsstätte entsteht. Dort fand sich ein Dorf aus dem 15. Jahrhundert.

## Sprache
Linguistische Untersuchungen weisen darauf hin, dass die Sankt-Lorenz-Irokesen vermutlich einige unterschiedliche Dialekte ihrer Sprache entwickelten, oft als Laurentisch bezeichnet, eine der Sprachen der irokesischen Sprachfamilie, die Mohawk, Huron-Wyandot und Cherokee umfasste. Da nur sehr spärliche Aufzeichnungen von Jacques Cartier während seiner Reise von 1535 bis 1536 gemacht worden waren, darunter zwei Vokabellisten mit insgesamt nur etwa 200 Wörtern, könnten die Sankt-Lorenz-Irokesen zwei oder mehr verschiedene Sprachen in einem Gebiet gesprochen haben, das sich über 600 km vom Ontario-See bis hin zur Île d'Orléans erstreckte.